# Подлипки (Браславский район)
Подлипки (бел. Падліпкі) — упразднённый населённый пункт в Браславском районе Витебской области Беларуси.

## География
Урочище находится в западной части Витебской области, на северном берегу озера Иказнь, на расстоянии приблизительно 12 километров (по прямой) к востоку от города Браслав, административного центра района. Абсолютная высота — 159 метров над уровнем моря.

## История
По состоянию на 1905 год, в фольварке Подлипки проживало 4 человека (2 мужчины и 2 женщины). В административном отношении входил в состав Перебродской волости Дисненского уезда Виленской губернии.
В 1921 году застенок входил в состав гмины Пшебродзе Дисенского повета Виленского воеводства Второй Польской республики. Числилось 8 жителей (5 мужчин и 3 женщины), проживавших в 1 доме. В этническом составе населения того периода поляки составляли 100 %. В конфессиональном составе населения преобладали старообрядцы (100 %).